# Buryatite
La buryatite è un minerale appartenente al gruppo dell'ettringite.

## Etimologia
Il nome deriva dalla regione di rinvenimento: i giacimenti di Solongo, nella repubblica sovietica di Buriazia (traslitterato: Burjatija).